# Площа Незалежності (Лодзь)
Площа Незалежності в Лодзі - площа, розташована на південному кінці вулиці Пйотрковської. Це один із комунікаційних вузлів трамвайних маршрутів північ-південь, місце численних торгово-сервісних точок, місце відпочинку. До площі примикають такі вулиці: Паб'яницька, Жговська, Серадзка, Скаргі та Зажевська. Разом із площею Свободи вони складають два головних орієнтири в географії міста.

## Історія

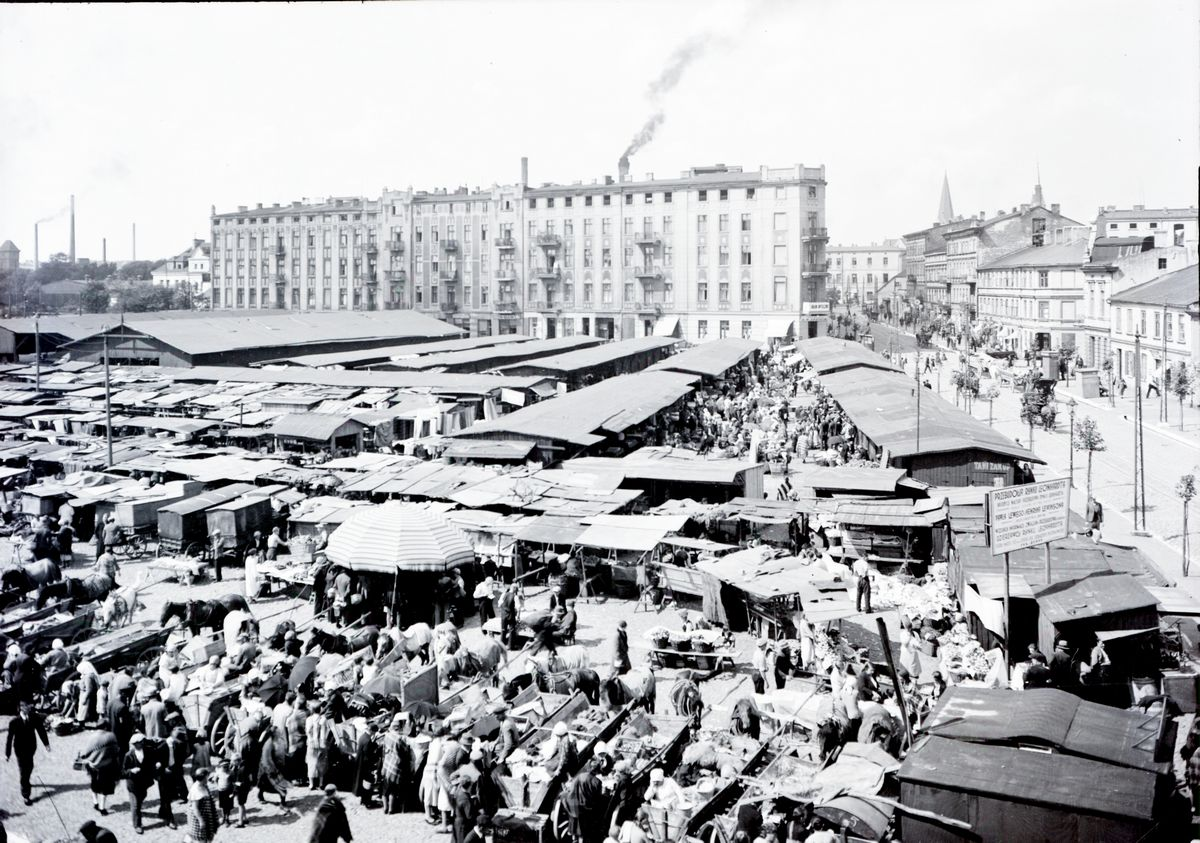
Ринок Леонарда, 1931 рік

Концепція створення ринкової площі на тодішньому південному кордоні міста народилася в 1902 році. Це стало наслідком бажання перенести торгівлю з площі Верхній ринок (нині площа Реймонта) на нове, більш просторе місце. Під новий ринок був виділений великий двір, що належить компаніям Leonhardt, Woelker і Girbardt, які спеціалізуються на виробництві вовняних виробів.
До Другої світової війни площа носила ім'я Леонардо. Під час німецької окупації - Leonhardtstrasse, а після відновлення незалежності в 1945 році назва була змінена на сучасну.
У серпні 2008 року у зв’язку з проектом ŁTR розпочалася ґрунтовна реконструкція площі, як з точки зору доріжки, міських зелених насаджень, так і малої архітектури.

## Комунікаційний вузол
Площа відіграє роль важливого вузла громадського транспорту в Лодзі. Колись головною зупинкою була та, що розташована на південному кінці площі, навпроти універмагу «Універсал». Зараз головна зупинка розташована вздовж вулиці Пйотрковська.
У 1943 році була відкрита зупинка приміських трамваїв на Паб'яніце та Тушин. Залишок колишнього кінцевого вузла – одноповерхова будівля навпроти універмагу.
Під час будівництва ŁTR усі зупинки були перебудовані. Збудовано один великий комунікаційний вузол, де зупиняються трамваї ліній 2, 3B, 7, 11, 16 та автобуси ліній 50А, 50Б, 50С, 68, 72А, 72Б, 92А, 92Б.

## Торгово-сервісний центр
Із західного боку до площі з ринком прилягають зали ринку Гурняк. З півдня його обмежує Універсальний універмаг, який відкрився в 1967 році і став першою будівлею в місті з ескалатором. У нижній, західній частині універмагу був бар «Раритас». У листопаді 2009 року Uniwersal закрили, його три роки реконструювали з метою пристосування під офісну будівлю. Після реконструкції на першому поверсі розташовані магазини та пункти обслуговування, а на поверхах – офіси.

## Зелений
Північна частина площі являє собою сквер, огороджений невисокою цегляною огорожею та деревами з одноярусною рослинністю посередині. У центральній частині площі розташований фонтан - пам'ятник святій Фаустині Ковальській.
На пам’ятнику братів Каміла та Маріуша Драпіковських із Гданська зображена двометрова фігура святої Фаустини, яка стоїть на колінах на постаменті розміром 6 на 6 метрів. З простягнутої руки тече вода, нагадуючи промені благодаті в образі Ісуса Милосердного. Відкриття та освячення пам’ятника відбулося під час паломницької церемонії 5 жовтня 2008 р., у 70-ту річницю смерті св. Фаустина. Біля пам’ятника знаходиться парафіяльний костел, збудований у другій половині 1990-х років.

## Близько
Відразу за площею Незалежності, на південь, розташований парк ім Легіонов (включаючи історичну, постіндустріальну частину цього парку – колишній парк ім Хібнера) і прилеглих текстильних фабрик Арелан (колишні заводи Леонхардта, Велькера і Гірбардта). Південно-східний кінець площі примикає до колишньої фабрики братів Столярових.
Трохи північніше розташована площа Реймонта, відокремлена від площі Незалежності кількома кам’яницями (зокрема колишнім будинком Яна Старовича) і збудована наприкінці 1990-х років. У 1980-х роках будівля Pekao SA.